# Starobní důchod
Starobní důchod vyplácený z důchodového pojištění je druh důchodové dávky v rámci důchodového systému, na kterou má nárok dle zákona o důchodovém pojištění (z.č. 155/1995 Sb.) každý, kdo splnil podmínku minimální doby pojištění a dosáhl důchodového věku. Osobu oprávněnou z této dávky nazýváme poživatelem starobního důchodu, v obecné řeči též jako starobního důchodce. 

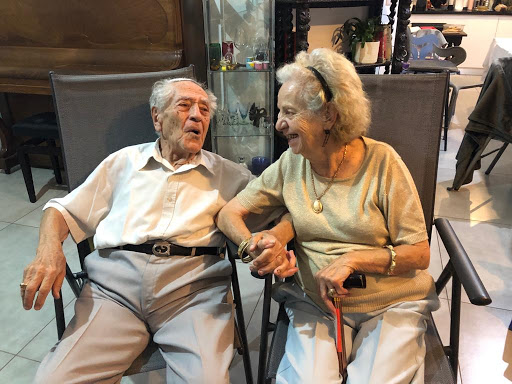
Pár starobních důchodců (Izrael, 2020)

## Historie
Před zavedením penzijních systémů museli lidé ve stáří spoléhat na své úspory nebo na pomoc svých potomků. S rostoucí roli států a zároveň s prodlužováním průměrné délky života získali jistoty v podobě průběžných systémů, kdy pracující generace transferuje část produkce těm, co už nemohou pracovat. Roku 1889 zavedl německý kancléř Otto von Bismarck důchodový systém sociálního pojištění (dnes známý průběžný systém). Starobní důchod se ale ve většině zemí začal zavádět až počátkem 20. století, a to pro státní zaměstnance (tzv. výslužné).

### Do roku 1945
Rakousko–Uherský penzijní systém zajišťoval i vdovský a sirotčí důchod, státní zaměstnanci a učitelé platili do penzijního systému 3% svého základního platu. Např. penzijní systém pro poštovní úředníky byl v Rakousko–Uhersku zaveden zákonem z roku 1903. Prvorepublikové Československo převzalo rakousko–uherský sociální systém, v roce 1924 uzákonilo (s platností od roku 1926) starobní a invalidní pojištění dělnictva. Věk odchodu do důchodu byl stanoven na 65 let, přestože byla střední délka života menší.

### Po 2. světové válce
Podle zákona  č. 99/1948 Sb. o národním pojištění bylo v roce 1948 možno odejít do důchodu již v 60. roce věku, pokud bylo placeno pojištění 20 let. Zákon č. 55/1956 Sb. ponechal národní pojištění jen jako sociální důchod pro potřebné osoby starší 65 let nebo invalidní. V roce 1964 byl zákonem č. 101/1964 Sb. dále oslaben princip zásluhovosti, byl zaveden odlišný věk odchodu do důchodu pro muže a ženy (pro ty dále diferencovaného dle počtu vychovaných dětí), byla zavedena progresivní daň z důchodu a penzijní nadlepšení bylo zrušeno. Zákon č.121/1975 Sb. odstranil některé deformace z roku 1964 a následujících let a zvýšil zásluhovost, která byla posílena zrušením zvláštní daně z důchodu a zvýšením relativních a absolutních maxim důchodů. Reforma z roku 1988 řešila především narůstající rozdíly mezi mzdami a důchody. V roce 1988 činil starobní důchod průměrně 61 % z čisté mzdy.

### Po listopadu 1989
Po listopadu 1989 byl předložen Federálnímu shromáždění „Scénář sociální reformy“, který měla přizpůsobit sociální systém zaváděnému tržnímu hospodářství. V roce 1996 klesla sazba důchodového pojištění na 26 % (důchodový účet měl pak záporné saldo). Když se v roce 2004 zvýšila na 28 %, důchodový systém se dostal ze ztrát. Stanovení maximálního vyměřovacího základu v roce 2009 přispělo k opětovnému schodku důchodového systému. Od roku 2010 rostl věk odchodu do důchodu (a potřebná délka pojištění na 30 let) zpět na 65 let (v plánu pro rok 2030). V roce 2011 činil důchod 55 % čisté mzdy a téměř 10 % HDP, což je pod průměrem EU činícím 13 % z HDP. Například v Itálii to bylo 16,1 % z HDP, v Německu přes 12 % z HDP či Irsko jen 7 % z HDP. Starobní důchod se valorizuje (navyšuje) podle mezd, inflace a jiných parametrů, takže se ekonomicky situace důchodců nezhoršuje. V roce 2014 bylo v ČR zavedeno individuální konto pojištěnce (IKP). Důchodová reforma Vlády Petra Fialy, projednávaná v roce 2024, by měla maximální věk pro odchod do důchodu zcela zrušit a věk odchodu do důchodu počítat na základě naděje dožití jednotlivých ročníků.
Výdaje na důchod se v ČR do roku 2100 odhadují na maximálně zhruba 12 % z HDP, což je pod současným průměrem EU.
Dlouhodobá finanční ztráta a neudržitelnost důchodového systému vede ve společnosti k diskuzím o potřebě důchodové reformy. O tom, že musí být provedena, je mezi ekonomy shoda, chybí však politická vůle. Důchody představují majoritní část státního rozpočtu a státu hrozí prohlubování deficitů a propad do dluhové spirály. S rostoucím časem, bez důchodové reformy, bude nedůvěra mladších generací ve státní průběžný systém stoupat.
Pro jisté profese existují také výsluhy. Pokud jsou vyšší než stanovený důchod, vyplácí se větší částka.

## Starobní důchod v Česku
Nárok na důchod vzniká při splnění dvou základních podmínek:
- dosažení důchodového věku,
- získání potřebné doby pojištění.

Pokud se český občan narodil před rokem 1973, je jeho důchodový věk stanoven podle roku narození a u žen také podle počtu vychovaných dětí. Pokud se narodil po roce 1988, jeho důchodovým věkem jsou jeho 67. narozeniny.
V roce 2025 byl tedy v Česku důchodový věk 61 let a 2 měsíce až 64 let a 1 měsíc.
Za dobu pojištění se považuje doba výdělečné činnosti a takzvané náhradní doby pojištění. Potřebná doba pojištění je 35 let včetně náhradních dob nebo 30 let pojištění bez náhradních dob. Zaměstnavatelé mají od roku 2004 povinnost vystavovat každému zaměstnanci evidenční list důchodového pojištění (ELDP), odeslat jeho originál do evidence ČSSZ a zaměstnanci předložit stejnopis.
Doba výdělečné činnosti zahrnuje všechny kalendářní dny v období zaměstnání nebo podnikání, za které dotyčná osoba nebo její zaměstnavatel odvedli pojistné na sociální zabezpečení (doba placení důchodového pojištění).
Náhradní dobou pojištění se rozumí péče o dítě, péče o osobu závislou na péči jiné osoby, omezeně evidence na úřadu práce a podobně.
Při pobírání nemocenských dávek v rámci výdělečné činnosti se doba důchodového pojištění nezkracuje a výše důchodu není nižším nemocenským ovlivněna. Pobírání nemocenských dávek mimo výdělečnou činnost se započítají jako náhradní doba důchodového pojištění ve výši 80 % průměru, délka celá.

### Statistické informace
V roce 2024 byla průměrná naděje dožití u mužů 76 let a u žen 82 let, což je však ukazatel mapující úmrtnost celé populace bez ohledu na věk. Není tedy pravda, že by byla doba pobírání důchodu při odchodu v 65 letech věku 11 let u mužů a 17 let u žen (tj. 76−65, resp. 82−65). Při výpočtu průměrné doby pobírání důchodu je nutné použít naději dožití pro populaci v okamžiku dosažení důchodového věku (aby se nezapočítala úmrtnost těch, kteří se důchodu vůbec nedožili). Při výpočtu budoucích důchodců je nutné navíc zohlednit, že naděje dožití se v čase zvyšuje.
Pro ročník 1965, který půjde do důchodu v roce 2029 v 65 letech, je tak očekávána průměrná doba pobírání důchodu pro muže 19,4 roku a pro ženy 23,2 roku, tedy celkově pro tento ročník 21,3 roku. Pro ročník 1972 je očekávána průměrná doba pobírání důchodu 21,75 roku.
Penze se dožije z ročníku 1965 u lidí, kteří se dožili 20 let, celkem 82,6 % mužů a 91,7 % žen. V roce 2000 se na jednoho důchodce skládalo průměrně 2,8 člověka v produktivním věku (35 důchodců na 100 lidí), v roce 2024 je to 2,5 člověka (40 důchodců na 100 lidí) a pokud nedojde ke zvýšení věku odchodu do důchodu (ze 65 let), bude to v roce 2045 už pouze 1,7 člověka v produktivním věku na jednoho důchodce (59 důchodců na 100 lidí).

### Výpočet výše důchodu
Výpočet výše penze se skládá ze základní výměry a procentní výměry. Základní výměra je pro všechny stejná a činí 10 % průměrné mzdy v ČR (v roce 2024 je to 4400 Kč). Procentní výměra se odvíjí od celoživotních výdělků a odpracovaných let (čím větší odvody a delší doba, tím vyšší výsledná výměra).
Při pobírání důchodu a současného výkonu výdělečné činnosti vzniká po 360 započitatelných dnech nárok na zvýšení výpočtového základu o 0,4 %, avšak o přepočet je nutné požádat, přičemž starobní důchod se pak nejčastěji zvyšuje v rozmezí od 60 Kč do 130 Kč.

### Aktuální vývoj
V Česku bylo v roce 2022 celkem 2,36 milionů starobních důchodců, kteří v průměru pobírali důchod ve výši 17 299 Kč. Kalkulačku pro orientační výpočet starobního důchodu poskytuje Informativní důchodová aplikace (IDA), online služba ePortálu ČSSZ. V únoru 2022 byl minimální (či garantovaný) důchod 4 670 Kč (základní výměra 3 900 Kč plus nejnižší možná procentní výměra 770 Kč), přičemž pro něj platila podmínka splnění minimální doby důchodového pojištění (35 let nebo 30 let bez náhradních dob).
Na konci roku 2023 bylo v ČR celkem 2,845 milionu starobních důchodců s průměrnou výší 19 963 Kč. Průměrná penze se tak blížila 50 % průměrné mzdy (dříve se dlouhodobě držela výše 41 %). Za rok 2023 bylo celkově vyplaceno na dávky důchodového pojištění 685,32 miliard Kč. Za rok 2023 byl důchodový účet ve schodku 72,8 miliardy.
Za první dva měsíce roku 2024 byl schodek důchodového účtu 16 miliard Kč.
Od roku 2025 vzrostl průměrný důchod o 358 Kč a na přibližně 21.080 Kč.

### Reforma penzijního systému
Na konci května 2024 usilovala vláda Petra Fialy o reformu důchodů, která by měla prodloužit pro ročník 1972 odchod do důchodu o 7 měsíců (tj. 65 let a 7 měsíců), což by mělo zachovat stabilitu důchodového systému. Pokud by se reforma neuskutečnila a odchod do důchodu by zůstal na 65 letech, musela by být podle demografů výše důchodu snížena v budoucnu asi o třetinu.

### Důchodový věk
Důchodový věk, tedy doba, kdy lze odejít do řádného starobního důchodu, je závislý na pohlaví a u žen dále na počtu narozených (vychovaných) dětí. Maximální důchodový věk byl po odsouhlasení důchodové reformy v roce 2024 zvýšen z 65 na 67 let (např. v USA, Británii, Itálii je věk odchodu do důchodu také 67 let, Švédsko, Irsko a Belgie mají 68 let, Dánsko až 70 let). Tento maximální důchodový věk se poprvé aplikuje u ročníků narození 1989 a mladších. Důchodový věk se postupně u mužů a žen sjednocuje, od roku narození 1973 již bude shodný u žen i mužů (65 let a 8 měsíců). Do ročníku narození 1973 je důchodový věk dán tabulkou, od ročníku 1973 do ročníku 1988 následně věk stoupá s každým ročníkem o 1 měsíc.

### Historický vývoj
Pro výpočet důchodů je používán vzorec, který při vhodném použití vyrovnává navyšování penzí s ohledem na inflaci (předem neznámá výše) a demografický vývoj obyvatel v Česku (v době tvorby vzorce je věková pyramida populace známá). Zásahy do automatické valorizace důchodů za vlády Bohuslava Sobotky a vlády Andreje Babiše způsobily, že se důchodový systém dostal v roce 2023 do vysokého schodku (na sociálním pojištění se vybírá méně, než je vypláceno na starobních důchodech) až 100 miliard korun ročně. Mimořádné valorizace důchodů z důvodu vysoké inflace způsobily, že ti kdo vstoupili do důchodu v letech 2021–2022 budou mít asi o 3000 Kč měsíčně vyšší důchod než ti, kteří odejdou v letech 2024–2025.
Následující tabulka a graf ukazují vývoj průměrného starobního důchodu v České republice od roku 1994:
|                                       |    | 1994  | 1995  | 1996  | 1997   | 1998   | 1999   | 2000   | 2001   | 2002   | 2003   | 2004   | 2005   | 2006   | 2007   | 2008   | 2009   | 2010   | 2011   | 2012   | 2013   | 2014   | 2015   | 2016   | 2017   | 2018   | 2019   |
| ------------------------------------- | -- | ----- | ----- | ----- | ------ | ------ | ------ | ------ | ------ | ------ | ------ | ------ | ------ | ------ | ------ | ------ | ------ | ------ | ------ | ------ | ------ | ------ | ------ | ------ | ------ | ------ | ------ |
| Průměrná měsíční výše důchodu         | Kč | 3 059 | 3 578 | 4 213 | 4 840  | 5 367  | 5 724  | 5 962  | 6 352  | 6 830  | 7 071  | 7 256  | 7 728  | 8 173  | 8 736  | 9 347  | 10 027 | 10 093 | 10 543 | 10 770 | 10 962 | 11 065 | 11 331 | 11 439 | 11 826 | 12 391 | 13 431 |
| Nárůst meziroční                      | %  | 111,9 | 117   | 117,7 | 114,9  | 110,9  | 106,7  | 104,2  | 106,5  | 107,5  | 103,5  | 102,6  | 106,5  | 105,8  | 106,9  | 107    | 107,3  | 100,7  | 104,5  | 102,2  | 101,8  | 100,9  | 102,4  | 101    | 103,4  | 104,8  |        |
| Nárůst oproti roku 1992               | %  | 126,8 | 148,3 | 174,6 | 200,6  | 222,4  | 237,2  | 247,1  | 263,2  | 283,1  | 293    | 300,7  | 320,3  | 338,7  | 362    | 387,4  | 415,5  | 418,3  | 436,9  | 446,3  | 454,3  | 458,6  | 469,6  | 474,3  | 490,4  | 513,8  |        |
| Index spotřebitelských cen            | %  | 110   | 109,1 | 108,8 | 108,5  | 110,7  | 102,1  | 103,9  | 104,7  | 101,8  | 100,1  | 102,8  | 101,9  | 102,5  | 102,8  | 106,3  | 101    | 101,5  | 101,9  | 103,3  | 101,4  | 100,4  | 100,3  | 100,7  | 102,5  | 102,1  |        |
| Reálný důchod dle indexu spotř. cen   | %  | 101,7 | 107,2 | 108,2 | 105,9  | 100,2  | 104,5  | 100,3  | 101,7  | 105,6  | 103,4  | 99,8   | 104,5  | 103,2  | 104    | 100,7  | 106,2  | 99,2   | 102,6  | 98,9   | 100,4  | 100,5  | 102,1  | 100,3  | 100,9  | 102,6  |        |
| Index životních nákladů               | %  | 111   | 110,4 | 109,4 | 109,9  | 113,4  | 102,4  | 104,7  | 106,1  | 102,4  | 100,4  | 103,2  | 102,4  | 103,6  | 103,7  | 108,2  | 101,5  | 102,1  | 103    | 104,6  | 102    | 99,9   | 100,1  | 100,6  | 102,2  | 101,9  |        |
| Reálný důchod dle indexu život. nákl. | %  | 100,9 | 106   | 107,6 | 104,65 | 97,7   | 104,1  | 99,5   | 100,4  | 105    | 103,1  | 99,4   | 104    | 102,1  | 103,1  | 98,9   | 105,7  | 98,5   | 101,5  | 97,7   | 99,8   | 101    | 102,3  | 100,4  | 101,2  | 102,8  |        |
| Průměrná hrubá měsíční mzda           | Kč | 7 004 | 8 307 | 9 825 | 10 802 | 11 801 | 12 797 | 13 219 | 14 378 | 15 524 | 16 430 | 17 466 | 18 344 | 19 546 | 20 957 | 22 592 | 23 344 | 23 864 | 24 455 | 25 067 | 25 035 | 26 357 | 27 156 | 28 250 | 30 156 | 32 510 | 34 835 |
| Důchod / hrubá mzda                   | %  | 43,7  | 43,1  | 42,9  | 44,8   | 45,5   | 44,7   | 45,1   | 44,2   | 44     | 43     | 41,5   | 42,1   | 41,8   | 41,7   | 41,4   | 43     | 42,3   | 43,1   | 43     | 43,8   | 42     | 41,7   | 40,5   | 39,2   | 38,1   | 38,6   |
| Průměrná čistá měsíční mzda           | Kč | 5 484 | 6 446 | 7 654 | 8 436  | 9 228  | 10 033 | 10 260 | 11 154 | 11 956 | 12 590 | 13 315 | 13 930 | 15 161 | 16 153 | 17 264 | 18 155 | 18 513 | 18 820 | 19 342 | 19 320 | 20 216 | 20 777 | 21 526 | 22 832 | 24 463 | 26 067 |
| Důchod / čistá mzda                   | %  | 55,8  | 55,5  | 55    | 57,4   | 58,2   | 57,1   | 58,1   | 56,9   | 57,1   | 56,2   | 54,5   | 55,5   | 53,9   | 54,1   | 54,1   | 55,2   | 54,5   | 56     | 55,7   | 56,7   | 54,7   | 54,5   | 53,1   | 51,8   | 50,7   | 51,5   |

## V zahraničí
V USA dochází k naplánovanému navyšování věku odchodu do důchodu až do hranice 67 let. V roce 2023 navrhovali republikáni posunutí hranice tak, že lidé narození v roce 1978 nebo později budou odcházet do důchodu až v 70 letech.